# Letiště Old Warden
Letiště Old Warden (anglicky Old Warden Aerodrome, označení ICAO EGTH) leží na území obce Old Warden v anglickém hrabství Bedfordshire, přibližně 75 km severovýchodně od Londýna, 20 km jihovýchodně od Cambridge a šest námořních mil (cca 11 km) východojihovýchodně od  města Bedford. Je v soukromém vlastnictví a primárně slouží potřebám sbírky Shuttleworth Collection, která zahrnuje množství historických automobilů a letadel, z nichž řada je v provozuschopném stavu.
Aktuální informace o letišti jsou dostupné na webových stránkách Shuttleworth Collection, aktuální meteorologické informace na stránkách letiště.